# Simultaanspel

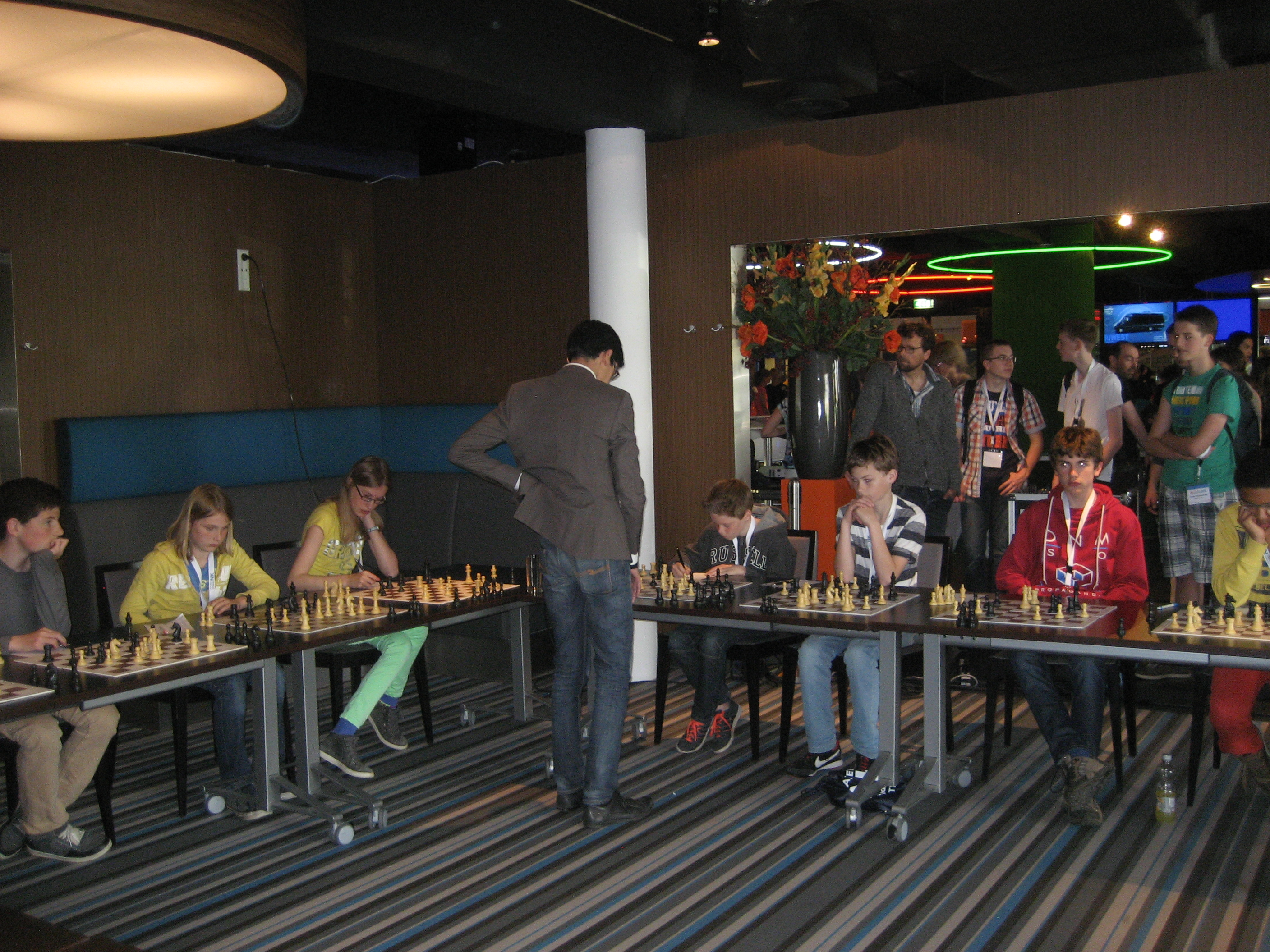
Anish Giri geeft een simultaan (Rotterdam, 2014).

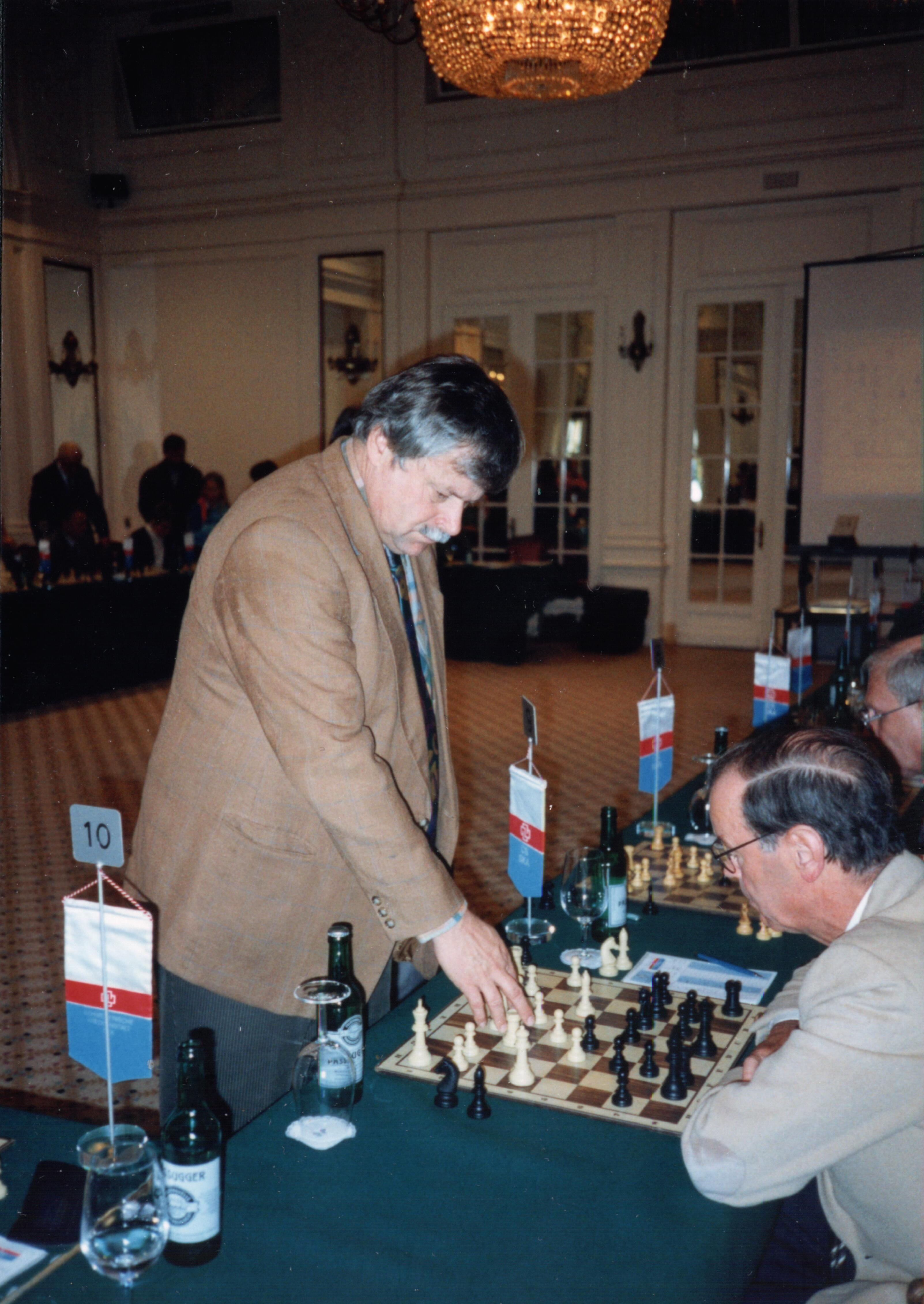
Grootmeester Hort geeft een schaaksimultaan.

Bij het simultaanspel speelt een (meestal sterke) speler tegen meer dan één speler tegelijk, wat kan variëren van twee tot wel dertig of meer borden. Simultaanspel komt vooral voor bij schaken en dammen, maar kan ook bij andere bordspelen gespeeld worden. 
Sommige verenigingen nodigen eenmaal per jaar een simultaanspeler uit om de krachten te meten. Vaak is dat een meester of grootmeester. 
Vaak is iedereen welkom om bij de simultaanseance aan te schuiven en zijn krachten met de meester te meten. Brengen de tegenstanders hun eigen stukken mee, dan is men niet afhankelijk van de - wellicht beperkte - inventaris van de vereniging.

## Verloop van de seance
De borden worden meestal in een kring opgesteld. De meester speelt aan alle borden met de witte stukken. Of hij kiest met welke kleur hij speelt. 
De simultaanspeler wandelt langs de borden en doet aan ieder bord een zet. De tegenstanders krijgen per zet precies zo veel bedenktijd als de simultaanspeler nodig heeft om de kring rond te lopen. Als de simultaanspeler bij een bord aankomt, moet de tegenstander direct zijn zet uitvoeren, waarna de simultaanspeler een tegenzet doet en doorloopt naar het volgende bord.
De ongelijke sterkte (meester versus amateur) wordt dus gecompenseerd doordat de tegenstanders veel meer bedenktijd krijgen. 
Bovendien moet de meester onthouden wat er aan de diverse borden gaande is - als hij aan een van de borden een combinatie bedenkt, moet hij zich bij terugkeer herinneren wat hij bedacht had.
Een goede simultaanspeler kent de stellingen van alle borden uit het hoofd. Er zijn dan ook schakers die simultaan blindpartijen spelen. Ook bij dammen komen blindsimultaans voor; een bekende dammer die hierin uitblinkt is Ton Sijbrands. 

## Met klok
Meestal wordt een simultaanseance zonder klok gespeeld, maar het kan, als er weinig tegenstanders zijn, ook met klok. Bij een kloksimultaan mag een speler direct een zet doen wanneer hij dat wil, waarna hij de klok indrukt. De tijd van de meester start dan, hoewel de meester wellicht bij een ander bord is. De meester mag zelf kiezen aan welk bord hij een zet doet; hij kan bij een bord een aantal zetten achter elkaar doen, of een bord overslaan als de tegenstander nog geen zet heeft gedaan.